# Marchese di Tweeddale

Stemma dei Marchesi di Tweeddale.

Marchese di Tweeddale (a volte scritto Tweedale) è un titolo del pari di Scozia, creato nel 1694 per il II conte di Tweeddale. Gli altri titoli sono conte di Gifford (1694), visconte di Walden (1694), Lord di Yester Hay (1488) e barone di Tweeddale, di Yester, nella contea di Haddington (1881), tutti tranne l'ultimo, nel pari di Scozia. Come barone Tweeddale, nel pari del Regno Unito, Lord Tweeddale sedeva tra il 1881 e il 1963 nella Camera dei lord.
Lord Tweeddale detiene anche il titolo di ciambellano ereditario di Dunfermline.
La residenza ufficiale era Yester House.

## Lord di Yester Hay (1488)
- John Hay, I Lord di Yester Hay (1450-1508)
- John Hay, II Lord di Yester Hay (?-1513)
- John Hay, III Lord di Yester Hay (?-1543)
- John Hay, IV Lord di Yester Hay (?-1557)
- William Hay, V Lord di Yester Hay (?-1586)
- William Hay, VI Lord di Yester Hay (?-1591)
- James Hay, VII Lord di Yester Hay (?-1609)
- John Hay, VIII Lord di Yester Hay (1593-1653) (creato conte di Tweeddale nel 1646)

## Conti di Tweeddale (1646)
- John Hay, I conte di Tweeddale (1593-1653)
- John Hay, II conte di Tweeddale (1626-1697) (creato marchese di Tweeddale nel 1694)

## Marchesi di Tweeddale (1694)
- John Hay, I marchese di Tweeddale (1626-1697)
- John Hay, II marchese di Tweeddale (1645-1713)
- Charles Hay, III marchese di Tweeddale (1670-1715)
- John Hay, IV marchese di Tweeddale (1695-1762)
- George Hay, V marchese di Tweeddale (1758-1770)
- George Hay, VI marchese di Tweeddale (1700-1787)
- George Hay, VII marchese di Tweeddale (1753-1804)
- George Hay, VIII marchese di Tweeddale (1787-1876)
- Arthur Hay, IX marchese di Tweeddale (1824-1878)
- William Hay, X marchese di Tweeddale (1826-1911)
- William Hay, XI marchese di Tweeddale (1884-1967)
- David Hay, XII marchese di Tweeddale (1921-1979)
- Edward Hay, XIII marchese di Tweeddale (1947-2005)
- Charles Hay, XIV marchese di Tweeddale (1947)